# 山根陽美
山根 陽美（やまね  あきみ、1994年9月30日 - ）は、元テレビ山口(tys)のアナウンサー。

## 人物
広島県出身である。早稲田大学先進理工学部電気・情報生命工学科卒。趣味は、山登り、絵、ピアノであり、「一度きりの人生、全力で楽しもう‼︎」をモットーにしている。原千晶アナウンサーと同期である。
2020年12月末をもって、tysを退社。退社後の活動については不明だが、tys時代の同期である原が、自身のSNSにて結婚式に参列した様子を投稿していることから、退社後に結婚したものとみられる（詳しい時期は不明）。

## 過去の担当番組
- tysニュースタイム - サブキャスター（月～金）